# ジュリー・ニクソン・アイゼンハワー
ジュリー・ニクソン・アイゼンハワー（Julie Nixon Eisenhower、1948年7月5日 - ）は、アメリカ合衆国の作家である。
第37代アメリカ合衆国大統領リチャード・ニクソンとその妻パット・ニクソンの娘である。夫のデイヴィッド・アイゼンハワーは、第34代大統領ドワイト・D・アイゼンハワーとその妻マミー・アイゼンハワーの孫である。
父リチャードが下院議員だった1948年にワシントンD.C.で生まれたジュリーは、姉のトリシア・ニクソン・コックスと共に世間の注目を浴びながら育った。父は彼女が2歳の時にカリフォルニア州選出の上院議員、4歳の時にアメリカ合衆国副大統領に当選した。1968年のデイヴィッドとの結婚は、アメリカ合衆国で最も著名な政治家一族の結合とみなされた。
ニクソン政権時代（1969年 - 1974年）、ジュリーは『サタデー・イブニング・ポスト』誌の副編集長として働きつつ、「ファーストドーター」という非公式な肩書きを持った。ジュリーは父の最も声高な擁護者の1人として広く知られ、1970年代の『Good Housekeeping』誌の読者が選ぶ「アメリカで最も賞賛される10人の女性」に4年間選ばれた。1974年に父が大統領を辞任した後は『ニューヨーク・タイムズ』のベストセラーとなった母の伝記本『Pat Nixon: The Untold Story』を執筆した。彼女は両親の遺産を支援する活動を続け、リチャード・ニクソン財団を務めている。
娘のジェニー・アイゼンハワーとメラニー・キャサリン・アイゼンハワー、息子のアレックス・アイゼンハワーがいる。

## 生い立ち
ジュリー・ニクソン（Julie Nixon）は父のリチャード・ニクソンが下院議員であった時にワシントンD.C.のコロンビア女性病院で生まれた。彼女の幼少期の大部分は父がドワイト・D・アイゼンハワーの副大統領（1953年 - 1961年）を務めていた時期と重なる。彼女は父がロマン主義であったのに対し、母は「現実的で地に足の付いた」人物であったと回想している。母は父の政治的キャリアからジュリーと姉を「封印」しようとした。アイゼンハワーは2回目の大統領就任式で写真を撮られていた8歳のジュリーにそり遊びの事故で負った黒目を隠すために首をかしげるように助言した。彼女がデイヴィッドに顔を向けると、彼が直接自分を見つめたようにとれた。祖母のハンナ・ニクソンは両親が旅をするたびにジュリーと姉の子守に来ていた。1952年の副大統領選挙運動中に行われた父の有名な演説にはチェッカーズという名のコッカー・スパニエルが登場するが、これは彼女のお気に入りのペットであった。

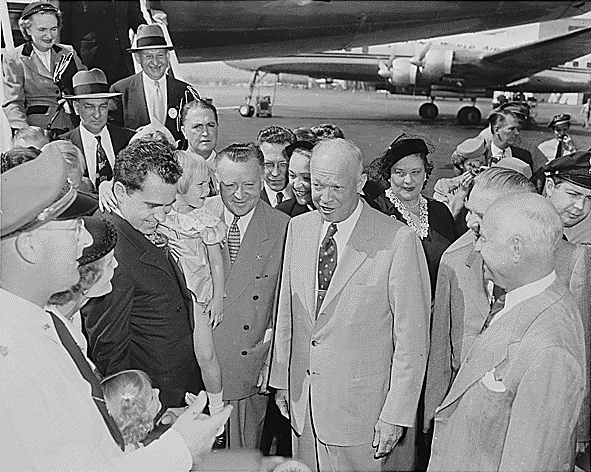
当時4歳のジュリー・ニクソンと共和党大統領候補のドワイト・D・アイゼンハワー。彼女はこの後に副大統領となる父に抱かれている。

父の副大統領任期中、ジュリーは姉のトリシアと共にワシントンのシドウェル・フレンズ・スクールに通った。1960年の大統領選挙で父がジョン・F・ケネディに敗れた後、ジュリーはその結果に「打ちのめされ」、票が「盗まれた」と感じた。
1960年の大統領選挙に敗れた後、一家はカリフォルニア州に戻り、父は1962年の州知事選挙に立候補したがまた敗れた。その後ニクソン一家はニューヨークに移り、ジュリーはチャンピン・スクールを卒業後にスミス大学に入学した。1971年に彼女はアメリカ・カトリック大学で教育の修士号を取得した。彼女がスミス大在学中、近くのアマースト大学にはアイゼンハワー元大統領の孫のデイヴィッド・アイゼンハワーが通っていた。ジュリーとデイヴィッドはハドレー共和党女性クラブに招待されて講演を行った。クラブは2人がわずか7マイルしか離れていないことを知って講演者として呼び寄せたのである。2人は招待状について話し合い、辞退を選んだが、デイヴィッドがアマーストのルームメイトと共にジュリーを訪ね、彼女と友人を連れてアイスクリームを食べに行った際に彼らは再接近することとなった。デイヴィッドは「僕は一文無しで、ルームメイトは財布を忘れていた。彼女たちが払ってくれたんだ」と振り返った。

## 結婚

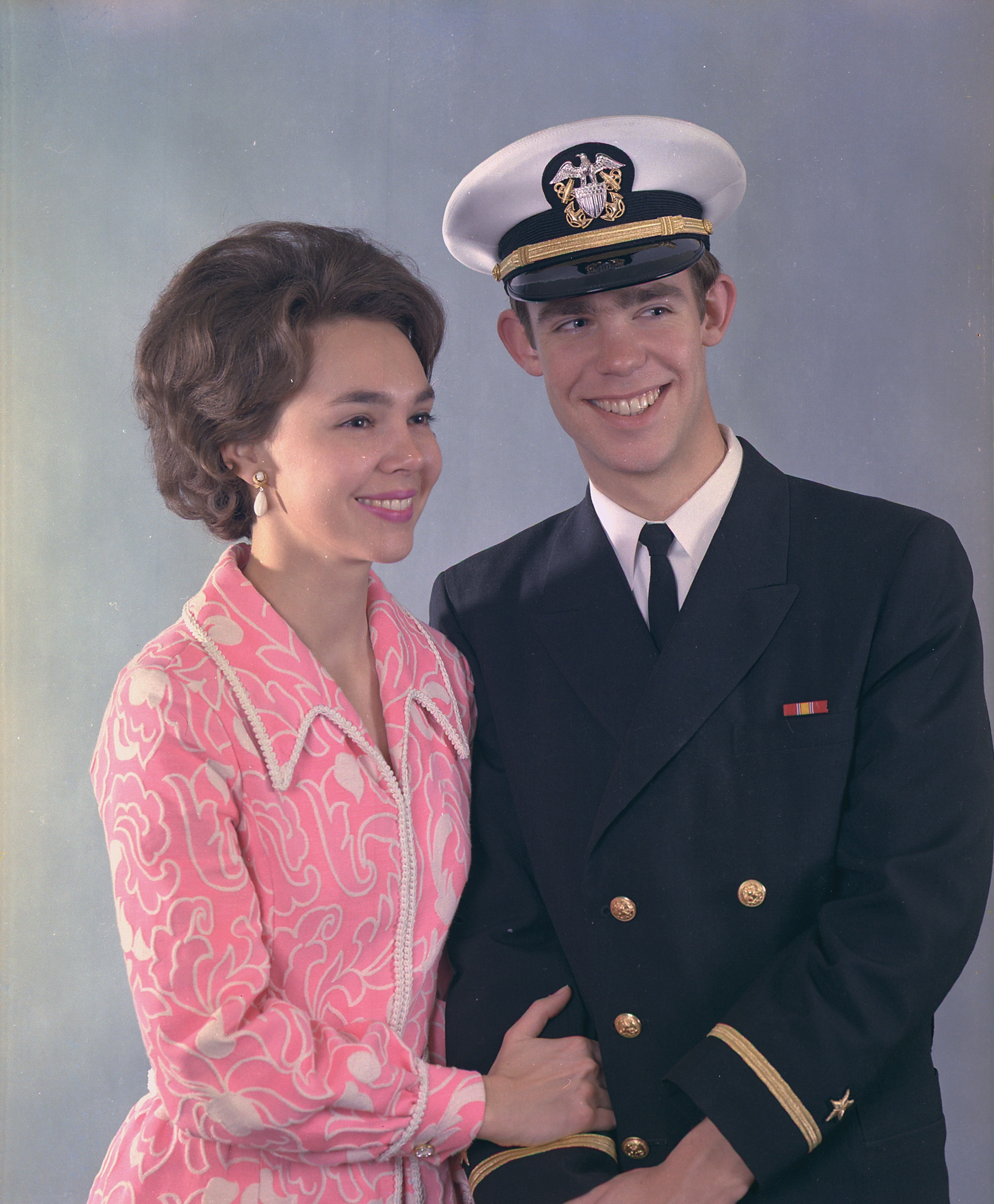
共に23歳の時のジュリーとデイヴィッド・アイゼンハワー（1971年）

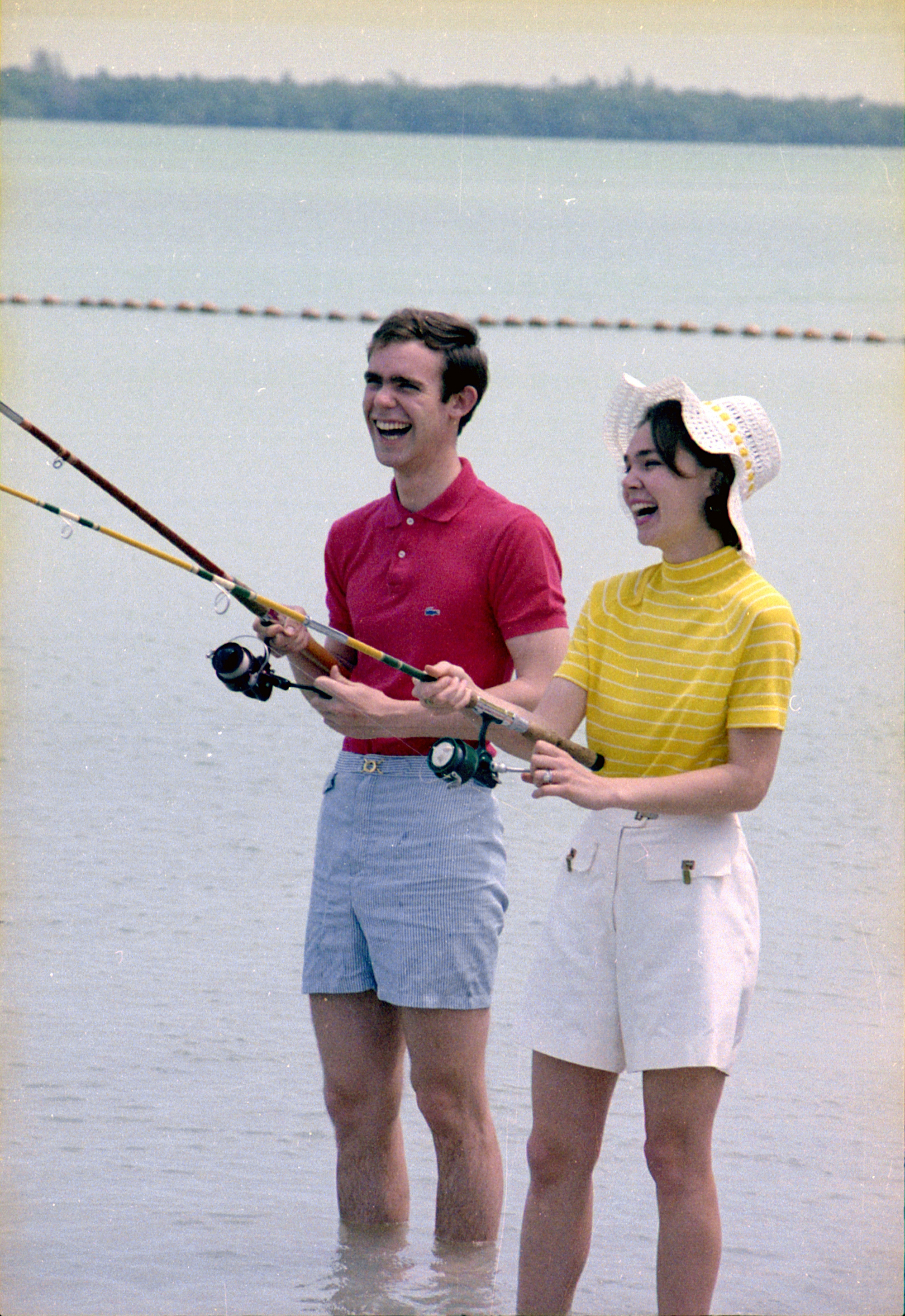
釣りをするジュリーとデイヴィッド・アイゼンハワー（1971年）

1966年秋、スミス大学とアマースト大学の新入生であった彼女とデイヴィッド・アイゼンハワーは交際を開始し、1年後には婚約した。2人は共にマミー・アイゼンハワーが彼らの関係に大きな役割を果たしたことを認めている。1966年のニクソン夫妻の友人のレイモンド・ピトケアンの葬儀の際、ジュリーはスミス大学に進学することをマミーに告げた。マミーはデイヴィッドがアマースト大学に進学予定であることを告げ、すぐにデイヴィッドに彼女を訪ねさせようとし始めた。
1966年、ジュリーはニューヨークのウォルドルフ・アストリア・ホテルで開催されたインターナショナル・デビュタント・ボールで上流社会の人々にデビュタントとして披露された。その際にデイヴィッドが彼女の民間エスコート役を務めた。
父が大統領選挙に勝利し、就任を目前に控える1968年12月22日、ジュリーはデイヴィッドと結婚した。彼らはホワイトハウスで結婚式を挙げるような人目を引くことは避けたいと考えた。結婚式はノーマン・ヴィンセント・ピール牧師が取り仕切り、ニューヨークのマーブル協同教会で超教派で行われた。
1970年、ケント州立大学銃撃事件の後に授業が中止となったために夫婦はマサチューセッツ州を離れた。父が大統領を辞職すると2人はジュリーの両親に近いカリフォルニア州に移り、その後はフィラデルフィアに住んだ。夫妻には女優のジェニー・エリザベス（Jennie Elizabeth, 1978年8月15日）、アレクサンダー・リチャード（Alexander Richard, 1980年生）、メラニー・キャサリン（Melanie Catherine, 1984年生）が生まれた。

## ファーストドーター
リチャード・ニクソンが共和党候補者として出馬していた1968年アメリカ合衆国大統領選挙でジュリーは父の選挙戦に十分に積極的に参加できていないと感じ始め、また当時通っていたスミス大学はヒューバート・ハンフリーの人気と思われるものを心配していた。彼女は選挙運動に積極的に参加し、人々に挨拶をしながら何時間も握手に応じた。人目を気にせず、「個人的な質問」に答えることを嫌いながらも父に貢献するためにあらゆることをした。

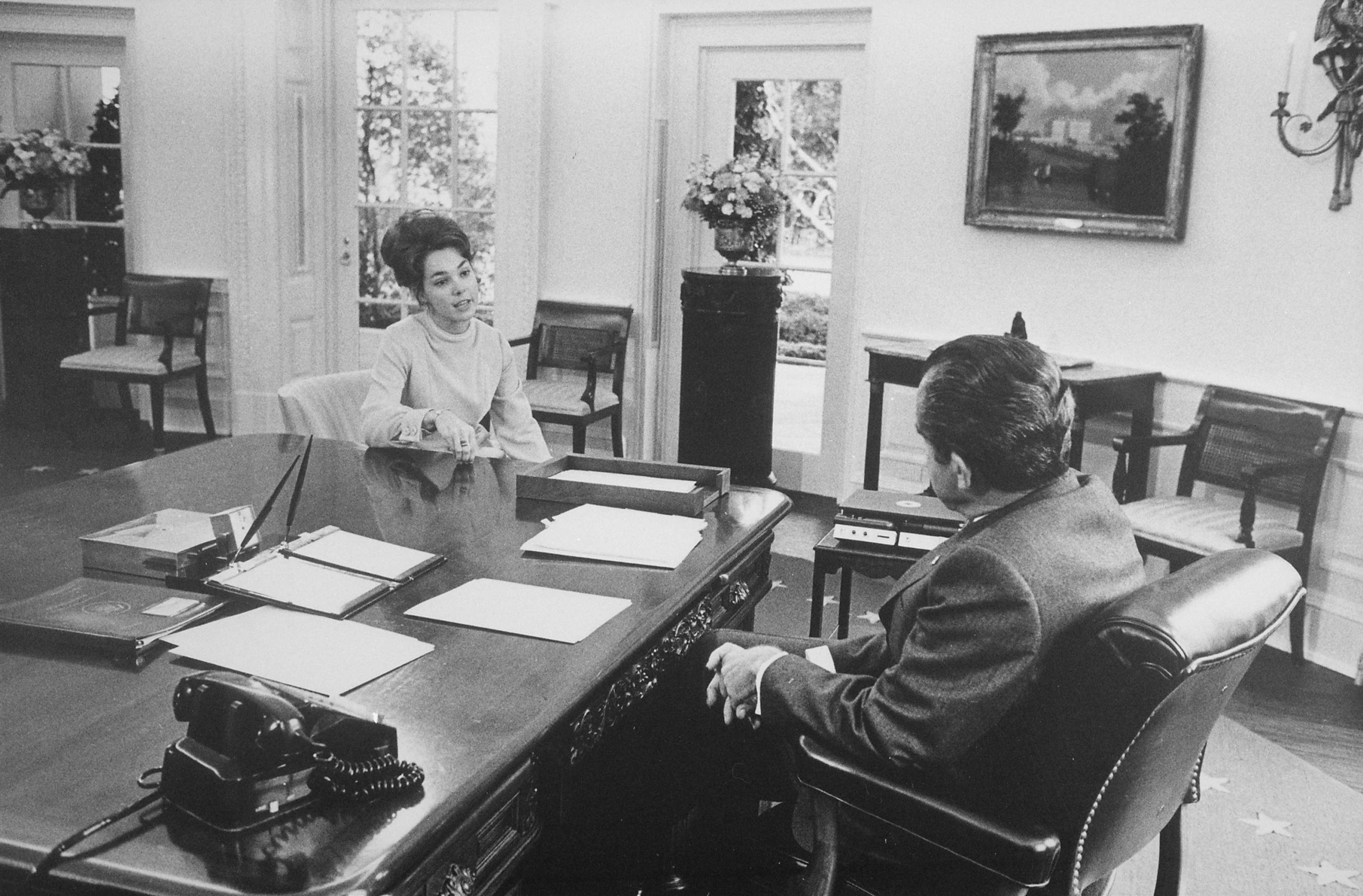
大統領執務室で父と過ごすジュリー（1971年）

父が大統領を務めている間（1969年-74年）、ジュリーはホワイトハウスで児童の問題、環境、高齢者のためのスポークスパーソンとして活動した。彼女は障害を持つ子供を案内したり、母の代わりに行事に参加し、また外交政策にも積極的に関心を持った。1971年キャロライナ・ケネディとジョン・F・ケネディ・ジュニアがホワイトハウスを訪れた際は彼女とトリシアが案内役を引き受け、かつての寝室や大統領執務室を見学させた。

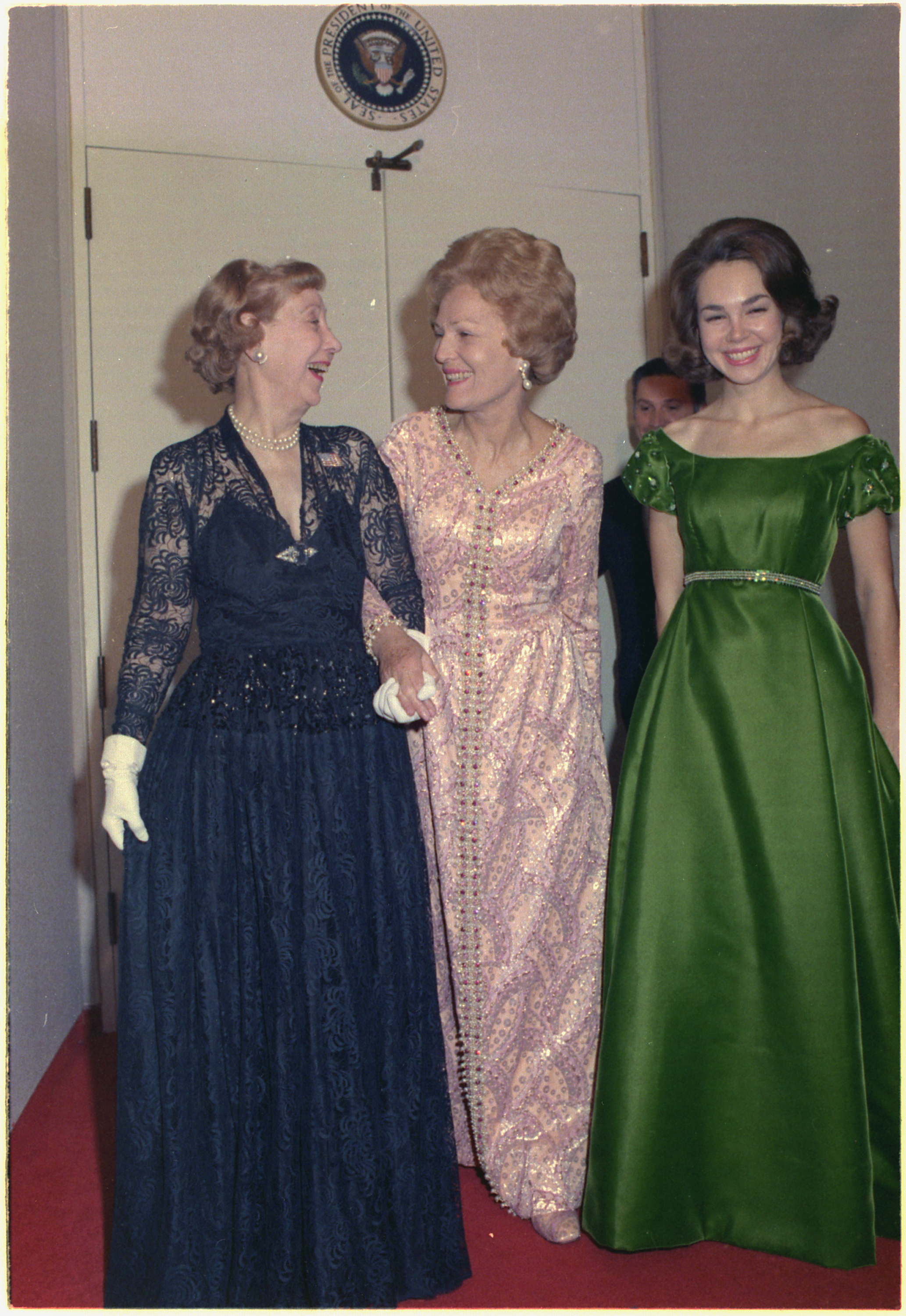
ジュリーとその母でファーストレディのパット・ニクソンと元ファーストレディのマミー・アイゼンハワー（1973年）

1971年、デイヴィッドがメイポート海軍補給基地の重巡洋艦オールバニに配属されたのを機にフロリダ州アトランティックビーチに移った。その年の秋から彼女はアトランティックビーチ小学校の3年生を教える予定であったが、授業開始直前に足の指を骨折したことで断念した。夫妻は1973年までアトランティックビーチに住み続け、ビーチアベニューにある海辺のガレージ・アパートメントで大統領夫妻をもてなしたこともあった。
1973年から75年にかけて彼女は『サタデー・イブニング・ポスト』の副編集長を務め、その親会社であるカーティス出版の書籍部門の設立に貢献した。父の第一次政権の写真をおさめた『Eye On Nixon』を書いたのもこの時期である。
ウォーターゲート事件の報道とそれが大統領執務室にまで及ぶという疑惑が高まり始めた後、ジュリーは国内外の報道陣に取り上げられた。ジャーナリストのノーラ・エフロンは「ウォーターゲートの公聴会から数ヶ月で、違うかもしれないが実際には彼女（ジュリー）は父親のファーストレディになった」と評した。
「父親を世間に説明しようとする役割」を引き受けたジュリーの公の父親擁護は1973年5月2日にウォルト・ディズニー・ワールドで始まった。彼女は全米で合計138回のインタビューに応えた。1973年7月4日、彼女は2人の記者に対し、父はウォーターゲート事件を受けて辞職を考えたが、家族の説得で思いとどまったと語った。1974年5月4日、ジュリーとデイヴィッドはホワイトハウスのイーストガーデンで記者会見を開き、彼女は大統領が「これを憲法上徹底的にやるつもり」であると発表した。1974年8月9日正午前、ジュリーはホワイトハウスのスタッフに別れの演説をする父の後ろに立った。後にジュリーはそれは父にとって最も辛い瞬間だったと語った。

## ホワイトハウス後の生活

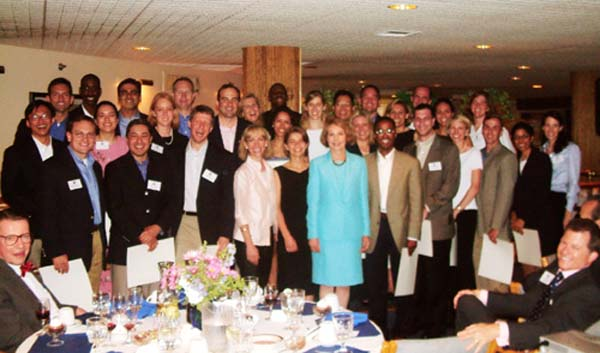
アイゼンハワーはジョージ・W・ブッシュ政権下でホワイトハウス・フェロー・プログラムの委員長を務めた。画像は2003年のクラスである。

ジュリーとデイヴィッドはペンシルベニア州バーウィンに定住し、著書『Pat Nixon: The Untold Story』や『Going Home to Glory; A Memoir of Life with Dwight D. Eisenhower』を完成させた。また社会奉仕活動も盛んに行い、特に危険にさらされている若者の問題に関心を寄せた。彼女は20年以上にわたって若者が高校卒業後に最初に就職するのを支援する全国組織であるジョブズ・フォー・アメリカズ・グラデュエーツの理事を務めた。彼女はその市民的貢献が認められてディスティングィッシュド・ドーター・オブ・ペンシルベニアに選ばれた。彼女はまたリチャード・ニクソン財団の理事も務めている。2002年から2006年まで彼女は国内の最も優秀な若者のリーダーを育成するプログラムであるホワイトハウス・フェローシップに関する大統領委員会の委員長を務めた。
1993年6月22日に母が肺がんで亡くなる際は姉と父と共に母を看取った。その4日後の1993年6月26日にはヨーバリンダにあるリチャード・ニクソン図書館の敷地内で行われた母の葬儀に参列した。その10ヶ月後に父が亡くなる際には姉と共に父を看取った。1994年4月27日にジュリーは父の葬儀に参列した。父の死によって彼女と姉は父の日記、バインダー、テープなどを手にすることとなった。

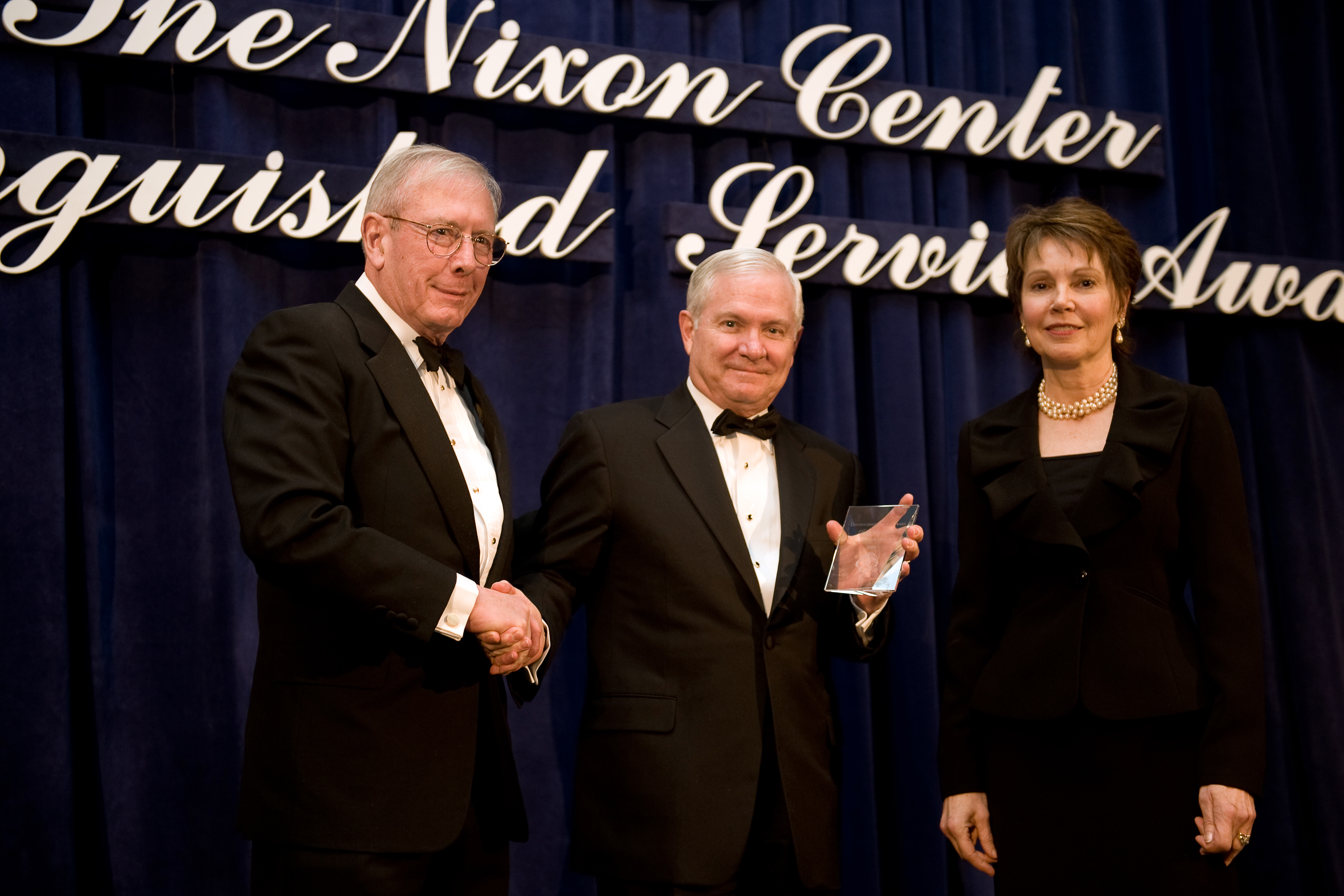
ロバート・M・ゲーツ国防長官にニクソン・センター特別功労賞を授与するジュリー・ニクソン・アイゼンハワー（2010年2月）

彼女は大統領を題材としたいくつかの映画に嫌悪感を示し、若い鑑賞者に「ゆがんだ歴史観」を与えるものであるとレッテルを貼った。これは父の大統領時代を映画化したオリバー・ストーンの『ニクソン』にも及んだ。ウォルト・ディズニーの娘のダイアン・ディズニー・ミラーはジュリーとその姉に手紙を送り、ストーンが「あなたの家族、大統領任期、そしてアメリカの歴史に対して重大な不利益を与えた」と伝えた。
2001年、彼女は父が副大統領選挙に出馬している際に飼って1964年に死んだ犬のチェッカーズの遺体を掘り起こすことに興味を示した。彼女は遺体をニクソン・大統領図書・博物館に移すことを希望した。
ジュリーと姉はベベ・レボゾがリチャード・ニクソン図書館・生家財団のために残した約1900万ドルをめぐって法廷闘争を行った。トリシアは身内の団体に管理させることを希望したのに対し、ジュリーは図書館の理事会に管理させることを望んだ。闘争中に2人が経験していた緊張関係についてジュリーは「とても悲しいことだと思う」、「私は姉をとても愛しているのでとても心が痛む」と表明した。最終的に訴訟は双方が納得する形で解決した。
彼女の一番の願いはニクソン図書館が国立公文書記録管理局が管理する大統領図書館のシステムに加わることであった:
お金のために苦しむのは間違っています。父はそのシステムに加わるべきです。父が外部にある限り、歴史家は父をより否定的に見続けるでしょう。否定的な意見は常にありますが、父は大統領の連続性の一部であるべきです。
彼女の提唱もあってニクソン図書館は2007年7月に国立公文書記録管理局のシステムの一部となった。
彼女の家族が共和党を支援してきた歴史があるにもかかわらず、ジュリーは2008年の民主党予備選挙でヒラリー・クリントンと争っていたバラク・オバマに2300ドルを寄付した。2012年の大統領選挙では現職のオバマの対抗馬で共和党候補のミット・ロムニー、2016年と2020年はドナルド・トランプを支持した。
2012年3月16日、彼女は姉と共にヨーバリンダを訪れて母の生誕から100周年を祝った。2013年11月23日、アイゼンハワー夫妻はニクソン図書館の休日展示を開き、2014年1月5日までそこに留まった。